# غراهام جونستون
غراهام جونستون (بالإنجليزية: Graham Johnston) هو سباح جنوب أفريقي، ولد في 10 يوليو 1930.

## وصلات خارجية
- غراهام جونستون على موقع الاتحاد الدولي للسباحة (الإنجليزية)
- غراهام جونستون على موقع SwimRankings.net (الإنجليزية)
- غراهام جونستون على موقع اللجنة الأولمبية الدولية (الإنجليزية)
- غراهام جونستون على موقع أوليمبيديا (الإنجليزية)
- غراهام جونستون على موقع اتحاد ألعاب الكومنولث (مؤرشف) (الإنجليزية)